# Wolfsau (Windsbach)
Wolfsau (fränkisch: Wolfs-aach) ist ein Gemeindeteil der Stadt Windsbach im Landkreis Ansbach (Mittelfranken, Bayern). Wolfsau liegt in der Gemarkung Retzendorf.

## Geografie
In der Nähe des Weilers entspringt das Rößigbächlein, der rechte Oberlauf des Goldbachs, einem linken Zufluss der Fränkischen Rezat. Unmittelbar südlich grenzt das Waldgebiet Steinmauern an. 0,75 km nordöstlich liegen die Flurgebiete Krähenloh und Breiten, 1 km nördlich die Schwalbleiten. Eine Gemeindeverbindungsstraße führt nach Leipersloh (2,2 km nordöstlich) bzw. die Staatsstraße 2220 kreuzend zur Hölzleinsmühle (1 km südöstlich).

## Geschichte
Etwa 200 Meter nordöstlich von Wolfsau fand Karl Dunz einen gut erhaltenen Keltenhügel. An der Straße nach Hergersbach kommen in den Wolfsauer Äckern eigenartige Steine vor. Es ist unklar, ob sie von einem Meteoriten stammen oder Abfälle einer Schmiede der Keltenzeit sind.
Der Ort selber wurde 1166/68 als „Wolfesouwe“ erstmals urkundlich erwähnt. Das Bestimmungswort des Ortsnamens ist das Tier Wolf oder die Kurzform der Personennamen Wolfgang oder Wolfram. Es kann somit entweder ein Eigentumsbezug einer Person zu einer Auwiese bezeichnet worden sein, oder schlicht eine Aue, in der regelmäßig Wölfe zu sehen waren.
Im Salbuch des eichstättischen Kollegiatstifts St. Nikolaus zu Spalt von 1380 werden für Wolfsau drei abgabenpflichtige Untertansfamilien verzeichnet. Im Salbuch von 1517 wird nur noch eine Untertansfamilie angegeben, 1549 sind es wieder zwei. Der Hauptmannschaft Hergersbach der Reichsstadt Nürnberg unterstanden 1529 zwei Untertansfamilien.
Im 16-Punkte-Bericht des Oberamts Windsbach aus dem Jahr 1608 wurden für Wolfsau 4 Mannschaften verzeichnet: 2 Güter unterstanden dem eichstättischen Kastenamt Abenberg, 2 Höfe der Reichsstadt Nürnberg. Außerdem gab es ein Gemeindehirtenhaus. Das Hochgericht übte das brandenburg-ansbachische Kasten- und Stadtvogteiamt Windsbach aus. Im Dreißigjährigen Krieg wurde der Ort zerstört und erst 1670 durch den österreichischen Exulanten Jakob Reingruber wieder instand gesetzt.
Laut den Vetter’schen Oberamtsbeschreibungen des Jahres 1732 gab es in Wolfsau wieder 4 Anwesen, die allesamt unterschiedliche Grundherren hatten: das Reiche Almosen der Reichsstadt Nürnberg, das St.-Klara-Klosteramt, das eichstättische Kastenamt Spalt und der Kollegiatstift Spalt. In der Amtsbeschreibung des Pflegamtes Lichtenau aus dem Jahr 1748 werden für den Ort ebenfalls 4 Untertansfamilien angegeben, wovon zwei dem Pflegamt unterstanden und zwei Fremdherren.
Gegen Ende des 18. Jahrhunderts bildete Wolfsau mit der Hölzleinsmühle eine Realgemeinde. In Wolfsau gab es drei Anwesen und ein Gemeindehirtenhaus. Das Hochgericht und die Dorf- und Gemeindeherrschaft übte das Kasten- und Stadtvogteiamt Windsbach aus. Grundherren waren das Kastenamt Spalt (1 Hof) und die Reichsstadt Nürnberg (Landesalmosenamt: 1 Hof; St.-Klara-Klosteramt: 1 Hof). Es gab zu dieser Zeit 4 Untertansfamilien. Von 1797 bis 1808 unterstand der Ort dem Justiz- und Kammeramt Windsbach.
Im Rahmen des Gemeindeedikts wurde Wolfsau dem 1808 gebildeten Steuerdistrikt Mitteleschenbach und der 1810 gegründeten Ruralgemeinde Mitteleschenbach zugeordnet. Mit dem Zweiten Gemeindeedikt (1818) wurde Wolfsau in die neu gebildete Ruralgemeinde Retzendorf umgemeindet. Es bestand wenig später der Plan, mit der Hölzleinsmühle eine eigene Gemeinde zu bilden, was jedoch nicht genehmigt wurde. Am 1. Januar 1972 wurde die Gemeinde Retzendorf mit ihren Gemeindeteilen im Zuge der Gebietsreform in Bayern in die Stadt Windsbach eingegliedert.

### Bodendenkmal
- Westlich des Ortes befinden sich Grabhügel vorgeschichtlicher Zeitstellung.

### Einwohnerentwicklung
| Jahr      | 001818 | 001840 | 001861 | 001871 | 001885 | 001900 | 001925 | 001950 | 001961 | 001970 | 001987 |
| Einwohner | 23     | 35     | 29     | 26     | 19     | 24     | 30     | 37     | 21     | 20     | 16     |
| Häuser    | 4      | 4      |        |        | 4      | 4      | 4      | 4      | 4      |        | 4      |
| Quelle    | [ 23 ] | [ 24 ] | [ 25 ] | [ 26 ] | [ 27 ] | [ 28 ] | [ 29 ] | [ 30 ] | [ 31 ] | [ 32 ] | [ 1 ]  |

## Religion
Bis 1613 gehörte Wolfsau zu St. Georg in Bertholdsdorf, wurde dann aber auf Antrag nach St. Margareta in Windsbach gepfarrt, weil der Weg dorthin kürzer war. Die Einwohner römisch-katholischer Konfession sind nach St. Bonifatius (Windsbach) gepfarrt.